# Майстренко, Александр Юрьевич
Александр Юрьевич Майстренко (укр. Олександр Юрійович Майстренко; 8 сентября 1956, Киев — 17 декабря 2011, Киев) — украинский учёный, профессор, доктор технических наук, академик Национальной академии наук Украины.

## Биография
Родился 8 сентября 1956 года в Киеве в семье инженеров. В 1978 году с отличием окончил Киевский технологический институт пищевой промышленности. После учёбы в аспирантуре КТИППа и службы в вооружённых силах в январе 1985 года молодой учёный начал трудовую деятельность на должности старшего инженера в Отделении высокотемпературного преобразования энергии Института проблем моделирования в энергетике АН УССР, которое в 1988 было преобразовано в Институт Энергосбережения НАН, в 1996 году − в Центр угольных энерготехнологий и уже в 2003 году Центр за значительный вклад в развитие энергетики Украины было модернизировано в Институт угольных энерготехнологий НАН Украины. С 1994 по 2009 год Майстренко А. Ю. работал заместителем руководителя отделения, а впоследствии заместителем директора института по научной работе, с 1996 г. возглавлял отдел горения и газификации угля. В 2009 году был назначен директором Института угольных энерготехнологий НАН Украины, в котором активно работал до последнего дня.
В 1991 г. Майстренко А. Ю. защитил кандидатскую диссертацию. В 1999 защитил докторскую диссертацию по теме «Основные закономерности горения и газификации высокозольных углей в различных модификациях кипящего слоя». В 2005 г. подучил звание профессора.
16 мая 2003 года был выбран членом-корреспондентом НАН Украины по специальности «теплотехника», а 4 февраля 2009 года на общем собрании НАН Украины был избран академиком по специальности «энергомашиностроение».
Скоропостижно скончался 17 декабря 2011 года в Киеве. Похоронен на Корчеватском кладбище в Киеве.
Женат. Есть сын.

## Труды
Благодаря Майстренко А. Ю. исследования в угольной тематике получили новое развитие, направленное на создание научных основ процессов горения и газификации высокозольных углей в различных модификациях кипящего слоя. Под его руководством в институте был создан комплекс лабораторных, экспериментальных и пилотных установок, которые позволяют проводить фундаментальные исследования кинетики и динамики горении и газификации твердого топлива, его пористой структуры, а также технологические исследования конверсии углей различной степени метаморфизма в кипящем слое. Проведенные исследования позволили разработать научные основы процессов горения и газификации твердого топлива для котлоагрегатов различных модификаций кипящего слоя и реакторов кипящего слоя под давлением; разработать высокоэффективные и экологически чистые технологии термической переработки некондиционных углей и отходов углеобогащения; адаптировать существующие ЦКС-технологии к украинскому высокозольному углю; предложить технические решения по реконструкции и модернизации котлоагрегатов ТЭС.
Основал научную школу «Разработка технологий сжигания и газификации угля в кипящем слое», подготовил 6 кандидатов и 1 доктора наук.
Автор более 300 научных статей и трудов, 10 авторских свидетельств и патентов.

## Награды
- Победитель Всеукраинского конкурса «Лидер топливно-энергетического комплекса» в номинации «научная разработка», совместно с Ю. П. Корчевым (2000).
- Отличник энергетики Украины.
- Почётный член кафедры теплоэнергетики и холодильной техники НУПТ (2007).
- Победитель Всеукраинского конкурса «Лидер топливно-энергетического комплекса» в номинации «Учёный» (2010).
- Награждён почётным знаком «За вклад в научно-техническое развитие энергетики» (2011).